# الدورة 12 للجنة التراث العالمي
الدورة الثانية عشرة للجنة التراث العالمي انعقدت في الفترة ما بين 5 ديسمبر وحتى 9 ديسمبر من العام 1988، وذلك في مدينة برازيليا بالبرازيل.

## الأعضاء
- الجزائر
- أستراليا
- البرازيل
- بلغاريا
- كندا
- كوبا
- فرنسا
- اليونان
- الهند
- إيطاليا
- لبنان
- مالاوي
- المكسيك
- النرويج
- باكستان
- سريلانكا
- تونس
- تركيا
- تنزانيا
- الولايات المتحدة
- اليمن